# 本耶胡达街 (特拉维夫)
本耶胡达街是以色列特拉维夫的一条街道，始于艾伦比街，然后向北，沿特拉维夫海滨向西，北端止于迪岑哥夫街口。
这条街得名于现代希伯来语的创始人、辭書學家及新聞編輯人員艾利澤·本-耶胡達。